# 在アイスランドフィンランド大使館
在アイスランドフィンランド大使館（フィンランド語: Suomen suurlähetystö Islannissa、スウェーデン語: Finlands ambassad i Island、英語: Embassy of Finland in Iceland）は、フィンランドがアイスランドの首都レイキャヴィークに設置している大使館である。在レイキャヴィークフィンランド大使館（在レイキャビクフィンランド大使館、フィンランド語: Suomen suurlähetystö Reykjavikissa、スウェーデン語: Finlands ambassad i Reykjavik、英語: Embassy of Finland in Reykjavík）とも。
1947年8月15日、アイスランドとフィンランドの間で国交が樹立される。当初、フィンランドの外交使節団はオスロに常駐していたが、1982年9月1日、レイキャヴィークに大使館が開館した。2019年12月時点で、世界で最も北に位置する大使館となっている。

## 住所
| 所在地 | Túngata 30, IS-101 Reykjavík |
| 私書箱 | Box 1060, IS-121 Reykjavík   |

## 大使
2018年9月10日、アン＝ソフィー・ストゥーデ (Ann-Sofie Stude) がグズニ・ヨハンネソン大統領に信任状を捧呈して、爾後、特命全権大使を務めている。